# 徳永康雄
徳永 康雄（とくなが やすお、1980年6月24日 - ）は、日本の実業家、WMパートナーズ株式会社代表取締役社長。

## 人物・経歴
1980年6月24日生まれ。2003年3月、立教大学経済学部卒業。同年4月、日本アジア投資株式会社(JAIC)入社。2013年3月までの10年間、新規投資、投資先のハンズオン・回収に従事。2011年2月よりJSPF Fund Seriesのファンド責任者に就任。2009年以降は社長室に参画しJAICグループの新規事業等を担当、政府系金融機関との中国における合弁会社の設立、中国におけるグロースファンドの設立サポートを手掛ける。2013年7月、WMパートナーズ株式会社の創業し取締役社長に就任、2018年7月に代表取締役社長に就任。WMパートナーズ株式会社の全てのファンドの投資委員会メンバー且つ投資家（LP）対応の責任者。